# Hans Goebl
Pour les articles homonymes, voir Göbl.
Hans Goebl (né le 2 octobre 1943 à Vienne) est un romaniste et linguiste autrichien.

## Biographie
Hans Goebl a étudié à l'université de Vienne, de 1962 à 1967, la romanistique, la philologie ancienne, la pédagogie, la psychologie et la philosophie. Il a obtenu son doctorat en 1970 et a été inscrit sur la liste d'aptitude aux fonctions de professeur d'université en 1980 à l'université de Ratisbonne (Bavière).
À partir de 1982, il est professeur titulaire de philologie (linguistique) romane à l'université de Salzbourg en Autriche. Durant de nombreuses années, il a été directeur du laboratoire de recherche "dialectométrie" (« Dialektometrie ») ; ainsi que, de manière temporaire, directeur du groupe de travail axé sur les variations linguistiques de la langue romane («  Romanische Variationslinguistik ») à l'université de Salzbourg.
Il est retraité de l'université de Salzbourg depuis 2012.
En 2009, il a reçu l'Ordre du mérite du Tyrol du Sud ; le prix Wilhelm Hartel de l'Académie autrichienne des Sciences lui a été remis en 2013.

## Principaux axes de recherche
En 1995 et 1998 Hans Goebl publie l'Atlas linguistique des Dolomites.
En 2003 Hans Goebl publie son analyse dialectométrique de 1421 cartes de l'Atlas linguistique de la France. Son analyse pour le domaine occitan confirme (en général) les résultats déjà connus. Mais son analyse pour le domaine d'oïl apporte des informations nouvelles :
- au niveau de l'analyse supra-dialectale (carte 20) il montre que le domaine d'oïl  se divise en plusieurs groupes : 1/ picard-wallon, 2/ lorrain-franc-comtois-bourguignon-morvandiau, 3/ poitevin-saintongeais, 4/ tout le reste.
- à un niveau plus fin, celui de l'analyse dialectale (carte 22), les groupes se scindent : picard d'un côté et wallon de l'autre, bourguignon-morvandiau séparé du franc-comtois et du lorrain, le poitevin-saintongeais reste un bloc uni, le reste se scinde en deux : français-sud-champenois-berrichon d'un côté et normand-angevin-gallo de l'autre. Notons qu'à ce niveau d'analyse le groupe normand-gallo-angevin n'est toujours pas scindé mais le serait à un niveau plus fin encore ("carte" ou graphique 21) où les autres dialectes se scinderaient aussi à l'exception du wallon et du poitevin-saintongeais qui reste là encore un bloc uni.

## Publications

### En français
- Hans Goebl, S. Selberherr, W. D. Rase, H. Pudlatz, Atlas, Matrices et similarités: Petit aperçu dialectométrique, Computers and the Humanities, janvier 1982.
- Hans Goebl, L'atlas linguistique du Ladin central et des dialectes limitrophes, Cahiers de l Institut de Linguistique de Louvain, aout 1996.
- Hans Goebl, Langues Standards et dialectes locaux dans la France du Sud-Est et l'Italie septentrionale sous le coup de l'effet-frontière: une approche dialectométrique, International Journal of the Sociology of Language, janvier 2000.
- Hans Goebl, Regards dialectométriques sur les données de l'Atlas linguistique de la France (ALF): relations quantitatives et structures de profondeur, in: Estudis Romànics XXV, 2003, pages 59–121. Lire en ligne:
- Hans Goebl, Le laboratoire de dialectométrie de l'université de Salzbourg, Un bref rapport de recherche, ZFSL, Zeitschrift für französische Sprache und Literatur, janvier 2008.
- Hans Goebl, Sur le changement macrolinguistique entre 1300 et 1900 dans le domaine d'oïl, une étude diachronique d'inspiration dialectométrique, Dialectologia 1 (2008), pages 3–43.

### En allemand
- Die normandische Urkundensprache. Ein Beitrag zur Kenntnis der nordfranzösischen Urkundensprachen des Mittelalters, Wien 1970, (Sitzungsberichte der Österreichischen Akademie der Wissenschaften, phil.-hist. Klasse, Band 269), 343 S.
- mit Helmut Berschin und Josef Felixberger: Französische Sprachgeschichte. Lateinische Basis, interne und externe Geschichte, sprachliche Gliederung Frankreichs; mit einer Einführung in die historische Sprachwissenschaft, München (Hueber) 1978, 377 S
- Dialektometrie. Prinzipien und Methoden des Einsatzes der Numerischen Taxonomie im Bereich der Dialektgeographie, Wien 1982 (Denkschriften der Österreichischen Akademie der Wissenschaften, phil.-hist. Klasse, Band 157), 123 S.
- (Herausgabe): Dialectology (Quantitative Linguistics, vol. 21), Bochum (Brockmeyer) 1984, 335 S.
- Dialektometrische Studien. Anhand italoromanischer, rätoromanischer und galloromanischer Sprachmaterialien aus AIS und ALF, Tübingen (Niemeyer) 1984, 3 Bände, 254 S., 379 S., 289 S.
- (Herausgabe): mit Martin Schader: Datenanalyse, Klassifikation und Informationsverarbeitung. Methoden und Anwendungen in verschiedenen Fachgebieten, Heidelberg (Physica) 1992, 284 S.
- Karl von Ettmayer: Lombardische Sprache|Lombardisch-Ladinische Sprache|Ladinisches aus Südtirol. Ein Beitrag zum oberitalienischen Vokalismus. Die zugrundeliegenden Dialektmaterialien. Neu herausgegeben, mit einem vorwärts und einem rückwärts alphabetischen Register der Etyma, einer kurzen geotypologischen Studie zu den neuveröffentlichten Materialien, einer Biographie und einer Bibliographie sowie einer Würdigung des wissenschaftlichen Oeuvres Karl von Ettmayers, San Martin de Tor/St. Martin in Thurn (Südtirol, Ladinien) (Istitut Cultural Ladin ‘Micurá de Rü’) 1995, 304 S.
- (Herausgabe): mit Peter Nelde, Zdenek Starý und Wolfgang Wölck: Kontaktlinguistik/Contact Linguistics/Linguistique de contact. Ein internationales Handbuch zeitgenössischer Forschung/An International Handbook on Contemporary Research/Manuel international des recherches contemporaines, Berlin, New York (de Gruyter); vol. I: 1996, XXXIX, 936 S.; vol. II: 1997, XXV, 937-2171 (= 1235 S.)
- (Herausgabe und vorhergehende Projektleitung): unter Mitarbeit von Helga Böhmer, Silvio Gislimberti, Dieter Kattenbusch, Elisabetta Perini, Tino Szekeley, Irmgard Dautermann, Susanne Heissmann, Ulrike Hofmann, Anna Kozak, Heide Marie Pamminger, Judith Rössler, Roland Bauer und Edgar Haimerl: Atlant linguistich dl ladin dolomitich y di dialec vejins, 1a pert/Atlante linguistico del ladino dolomitico e dei dialetti limitrofi, 1a parte/Sprachatlas des Dolomitenladinischen und angrenzender Dialekte, 1. Teil, Wiesbaden (Dr. L. Reichert Verlag) 1998, 4 vol. Karten (vol. I: 1-216; vol. II: 217-438: vol. III: 439-660; vol. IV: 661-884), 3 vol. Indizes (vorwärts alphabetisch: X, 823 S., rückwärts alphabetisch: X, 833 S., etymologisch: X, 177 S.), 3 begleitende CD-ROM.
- (Herausgabe und vorhergehende Projektleitung): unter Mitarbeit von: Adami, Ilaria / Böhmer, Helga / Heinemann, Axel / Jodl, Frank / Klinger, Liza / Rando, Daniele / Rührlinger, Brigitte / Strauß, Walter / Szekely, Tino / Videsott, Paul / Beer, Heidemarie / Klingler, Gertraud / Staudinger, Agnes / Haimerl, Edgar / Schauer, Bernhard / Tosques, Fabio / Wagner, Andreas: Atlant linguistich dl ladin dolomitich y di dialec vejins, 2a pert / Atlante linguistico del ladino dolomitico e dei dialetti limitrofi, 2a parte / Sprachatlas des Dolomitenladinischen und angrenzender Dialekte, 2. Teil, Strasbourg (Éditions de Linguistique et de Philologie) 2012, 5 vol. Karten (vol. I: 1-202; vol. II: 203-420: vol. III: 421-635; vol. IV: 636-850; V: 851-1066), 2 vol. Indizes (Volumen supplementarium, 174 S., Index generalis, 213 S.).
- (Herausgabe) mit Otto Panagl und Emil Brix: Der Mensch und seine Sprache(n). Wissenschaft. Bildung. Politik, Band 5, Wien 2001, ca. 270 S.
- (Herausgabe) mit Roland Bauer: PARALLELA IX. Testo-variazione-informatica / Text-Variation-Informatik. Atti del IX Incontro italo-austriaco dei linguisti (Salisburgo, 1-4 novembre 2000) / Akten des IX. Österreichisch-italienischen Linguistentreffens (Salzburg, 1.-4. November 2000), Wilhelmsfeld (Egert) 2002, (=pro lingua, 35), pp. XII + 44